# Релевантные издержки
Релевантные затраты (англ. relevant cost) — будущие затраты, как определяет английский профессор Колин Друри, которые меняются в результате принятия решения, на которые влияют принимаемые решения.

## Нерелевантные затраты vs невозвратные затраты
Невозвратные затраты — незначимы для принимающего решения, но не являются нерелевантными затратами. Нерелевантные затраты — незначимы, но от них можно отказаться в будущем, поэтому их нельзя отнести к невозвратным.